# Al-Khidr

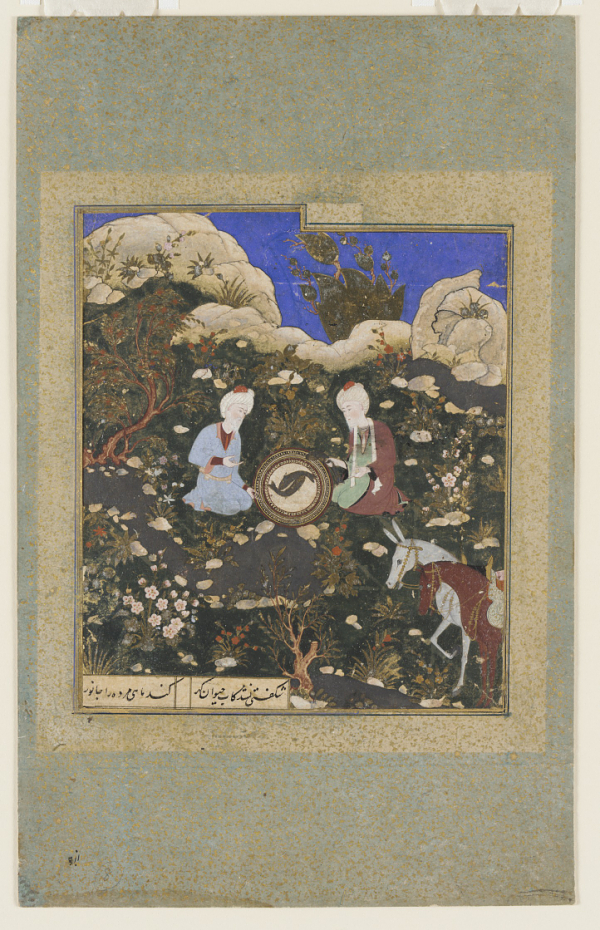
Al-Khidr (till höger) och Dhul-Qarayn (här Alexander den Store), förundras över synen av salt fisk som åter får liv när de smakar på livets vatten.

Al-Khidr eller Khidr (Arabiska: الخضر "Den Gröne", även translittererat al Khadir, Khader/Khadr, Khizr, Khyzer, Qeezr, Qhezr, Qhizyer, Qhezar, Khizar, Xizir, Hizir) har en omtvistad status inom islam. Vissa säger att han är ett helgon (‘Abdan Ṣālih) medan andra menar att han är en islamisk profet.
Al-Khidr är främst känd för sin framträdande roll i sura Al-Kahf (Koranen 18:65). Även om han inte nämns vid namn i versen tros han vara den andlige läromästare som Musa (Mose) följer och vars skenbart våldsamma och destruktiva handlingar besvärar Musa så mycket att han bryter sitt löfte att inte ställa några frågor.
I koranen berättas att Musa blir beordrad av Gud att följa en mycket vis man. När Musa träffar mannen har de ett samtal där Musa uttrycker sin vilja att följa Khidr, men får till svar att han ännu inte är redo och tålmodig nog att komma med.
Musa säger att Khidr med Guds vilja skall finna honom tålmodig varpå Khidr svarar att Musa inte får ifrågasätta några av hans handlingar innan han själv väljer att förklara dem för Musa. Musa går med på detta och följer med, men lyckas inte behålla sitt tålamod och kommer att ifrågasätta Khidr tre gånger innan deras vägar skiljs åt.
De färdas vidare och kommer småningom ombord på ett skepp. Där skadar Khidr skeppet de färdas på genom att borra ett hål. Musa tappar sitt tålamod och frågar "Borrar du skeppet i sank för att dränka folket ombord? Du har begått en förfärlig handling.". Khidr svarar "Sa jag inte att du inte skulle klara av att ha tålamod med mig?". Musa ursäktar sig och ber Khidr att inte lägga för stora svårigheter i hans väg.
Senare möter de en ung man på vägen och Khidr slår, synbart utan anledning, ihjäl honom. När Musa förebrår honom blir han påmind av Khidr om att han ännu en gång har brutit sitt löfte. Musa svarar då att det var sista gången, och om det skulle hända igen betyder det att deras vägar ska skiljas.
De når en stad där de ber om en bit mat, men nekas detta. Innan de går vidare lagar Khidr en vägg som är skadad och hotar att störta in. Musa ifrågasätter en tredje gång Khidrs agerande, och Khidr svarar honom: "Här skiljs alltså våra vägar, och nu ska jag förklara mitt handlande."
"Båten tillhör fattiga människor som lever av havet, och jag skadade den och gjorde den obrukbar för att rädda ägarna undan en kung som beslagtar alla båtar med våld.
Pojken jag dräpte hade föräldrar som var rättrogna och fromma. Vi fruktade att hans olydnad och otro skulle få makt även över dem, och ville att deras Herre skulle ge dem en son som var andligt renare och ömmare än denne, istället.
Vad väggen beträffar, så tillhörde den två faderlösa ynglingar i staden. Under den finns en skatt, som också tillhör dem. Deras far var en rättfärdig man, och Herren vill, att de ska uppnå myndig ålder för att sedan gräva upp skatten som ett barmhärtighetstecken från Gud.
Detta är grunden för de handlingar du ifrågasatt. Jag har inte handlat på eget bevåg, utan mina handlingar utgår från Gud."